# Tolar
Tolar (kod ISO 4217: SIT) – waluta Słowenii będąca w obiegu od października 1991 r. do 31 grudnia 2006. Dzielił się na 100 stotinów. 1 stycznia 2007 r. został zastąpiony przez euro po kursie 239,640 SIT/€.
Nazwa tolar (podobnie jak dolar) pochodzi od dawnej srebrnej monety talar.

## Znaki pieniężne systemu monetarnego Słowenii (1991–2006)

### Banknoty
| Lp. | Nominał        | Wymiary (mm) | Awers                  | Rewers                                                                    |
| --- | -------------- | ------------ | ---------------------- | ------------------------------------------------------------------------- |
| 1   | 10 tolarów     | 120×60       | Primož Trubar          | Kościół Urszulanek w Lublanie, strona z Nowego Testamentu.                |
| 2   | 20 tolarów     | 126×63       | Janez Vajkard Valvasor | Fragmenty mapy Słowenii, łaciński napis »Dulcis ex labore fructus«        |
| 3   | 50 tolarów     | 132×66       | Jurij Vega             | Układ Słoneczny, budynek Słoweńskiej Akademii Nauki i Sztuki.             |
| 4   | 100 tolarów    | 138×69       | Rihard Jakopič         | Obraz "Słońce" oraz rysunek Pawilonu Jakopiča w Lublanie                  |
| 5   | 200 tolarów    | 144×72       | Jacobus Gallus         | Filharmonia Słoweńska, zapis nutowy.                                      |
| 6   | 500 tolarów    | 150×75       | Jože Plečnik           | Szkic wschodniej fasady Biblioteki Narodowej i Uniwersyteckiej w Lublanie |
| 7   | 1000 tolarów   | 156×78       | France Prešeren        | Tekst hymnu słoweńskiego "Zdravljica"                                     |
| 8   | 5000 tolarów   | 156×78       | Ivana Kobilca          | Galeria Narodowa w Lublanie oraz Fontanny Robba                           |
| 9   | 10 000 tolarów | 156×78       | Ivan Cankar            | Rysunek chryzantemy                                                       |

### Monety

#### Tolarowe
| Lp. | Nominał    | Awers               | Rewers                                                | Średnica (mm) | Grubość (mm) | Masa (g) | Stop                            | Wprowadzona      | Wycofana         |
| --- | ---------- | ------------------- | ----------------------------------------------------- | ------------- | ------------ | -------- | ------------------------------- | ---------------- | ---------------- |
| 1   | 1 tolar    | pstrąg potokowy     | nominał (cyframi, słownie), nazwa państwa, rok emisji | 22            | 1,7          | 4,5      | 78% miedzi, 20% cynku, 2% niklu | 4 stycznia 1993  | 15 stycznia 2007 |
| 2   | 2 tolary   | dymówka             | nominał (cyframi, słownie), nazwa państwa, rok emisji | 24            | 1,7          | 5,4      | 78% miedzi, 20% cynku, 2% niklu | 4 stycznia 1993  | 15 stycznia 2007 |
| 3   | 5 tolarów  | koziorożec alpejski | nominał (cyframi, słownie), nazwa państwa, rok emisji | 26            | 1,7          | 6,4      | 78% miedzi, 20% cynku, 2% niklu | 4 stycznia 1993  | 15 stycznia 2007 |
| 4   | 10 tolarów | koń                 | nominał (cyframi, słownie), nazwa państwa, rok emisji | 22            | 2            | 5,75     | 75% miedzi, 25% niklu           | 19 kwietnia 2000 | 15 stycznia 2007 |
| 5   | 20 tolarów | bocian biały        | nominał (cyframi, słownie), nazwa państwa, rok emisji | 24            | 2            | 6,85     | 75% miedzi, 25% niklu           | 7 lipca 2003     | 15 stycznia 2007 |
| 6   | 50 tolarów | stylizowany byk     | nominał (cyframi, słownie), nazwa państwa, rok emisji | 26            | 2            | 8        | 75% miedzi, 25% niklu           | 7 lipca 2003     | 15 stycznia 2007 |

#### Stotinowe
Stotin jako jednostka podwielokrotna charakteryzował się niewielką siłą nabywczą (1 SIT = 0,00417 EUR). Bito monety stotinowe, jednak praktycznie nie wykorzystywano ich w obrocie pieniężnym.
| Lp. | Nominał     | Awers                | Rewers                                                | Średnica (mm) | Grubość (mm) | Masa (g) | Stop                  | Wprowadzona      | Wycofana         |
| --- | ----------- | -------------------- | ----------------------------------------------------- | ------------- | ------------ | -------- | --------------------- | ---------------- | ---------------- |
| 1   | 10 stotinów | odmieniec jaskiniowy | nominał (cyframi, słownie), nazwa państwa, rok emisji | 16            | 1,3          | 0,55     | 98% glinu, 2% magnezu | 29 kwietnia 1993 | 15 stycznia 2007 |
| 2   | 20 stotinów | uszatka zwyczajna    | nominał (cyframi, słownie), nazwa państwa, rok emisji | 18            | 1,3          | 0,7      | 98% glinu, 2% magnezu | 29 kwietnia 1993 | 15 stycznia 2007 |
| 3   | 50 stotinów | pszczoła miodna      | nominał (cyframi, słownie), nazwa państwa, rok emisji | 20            | 1,3          | 0,85     | 98% glinu, 2% magnezu | 4 stycznia 1993  | 15 stycznia 2007 |